# 鄭週
鄭 週（てい しゅう、生没年未詳）は、琉球王国の官僚、書家。童名は万古、字は格橋。

## 概要
久米三十六姓の鄭氏の子孫（鄭氏湖城殿内）。薩摩藩の琉球侵攻時に三司官であった鄭迵（謝名親方利山）は兄である。1579年（尚永7年 / 万暦7年）、官生(国費留学生）に選ばれ、翌1580年（尚永8年 / 万暦8年）11月に明へ渡り南京の国子監に入学し、1587年（尚永15年 / 万暦15年）11月に帰国を請うている。帰国の年に長史に任ぜられ、1589年（尚寧1年 / 万暦17年）に再び明に渡る。
鄭週は琉球を代表する書家としても知られ、「善書万古長史」と俗称される。代表作に通堂屋（とんどうや）の「迎恩亭」、「竜王殿」の扁額がある。